# Femi Fadugba
Femi Fadugba (nascido em 1987), é um escritor e físico britânico que reside em Londres. Seu primeiro livro, The Upper World, foi publicado pela Pinguim Random House em 2021. Foi transformado em um filme intitulado "The Upper World" pela Netflix, com Daniel Kaluuya.

## Vida e educação precoce
Fadugba nasceu no Togo durante uma guerra civil. Seu pai atuava como intérprete para as Nações Unidas. Passou sua infância nos Estados Unidos e, aos nove anos, mudou-se para a Inglaterra, onde frequentou um internato em Somerset. Encorajado por seu administrador escolar, optou por seguir uma carreira em física. Em uma entrevista ao The Guardian, Fadugba relatou que, aos 11 anos, seu tutor lhe presenteou com um livro sobre física quântica.
Faduga completou um mestrado em ciência de materiais no St. Catherine's College, Universidade de Oxford, onde foi premiado com o Prêmio Rolls-Royce Armourers e Brassiers' Company. Seu projeto de terceiro ano se especializou em Computação quântica. Ele se mudou para a Universidade da Pensilvânia para estudos de pós-graduação, onde trabalhou para um Mestrado em Administração Pública como Scholar Thouron.

## Carreira
Fadugba voltou ao Reino Unido, onde trabalhou em uma empresa de finanças solares. Em 2011, ele foi selecionado pelo concurso Rare Rising Stars como o melhor estudante negro do Reino Unido.
O livro de Fadugba, The Upper World, combina a vida cotidiana de jovens que vivem em Peckham, no sul de Londres, com viagens no tempo e física quântica. Ele foi motivado a escrever depois que seus amigos ficaram cada vez mais curiosos sobre os mistérios e milagres da física. Fadugba descreveu a física como uma combinação de matemática e metáforas. O The Guardian descreveu O Mundo Superior como um "romance de jovens adultos singularmente emocionante e desgastada".[carece de fontes?] Após um leilão de 15 pessoas, o livro foi publicado pela Pinguim Random House em agosto de 2021.
Quase imediatamente após Fadugba enviar o manuscrito para os editores, ele foi vazado para Hollywood. Faduba foi abordado pela Netflix, Monkeypaw Productions e Plan B Entertainment para os direitos do filme.[carece de fontes?] Os direitos foram ganhos pela Netflix, e o filme será produzido e estrelado por Daniel Kaluuya.

## Vida pessoal
Fadugba é casada com um médico americano.